# Samuel Stevens

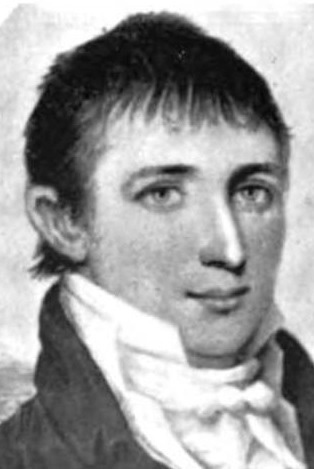
Samuel Stevens

Samuel Stevens, Jr. (* 13. Juli 1778 im Talbot County, Maryland; † 7. Februar 1860 ebenda) war ein US-amerikanischer Politiker und von 1822 bis 1826 Gouverneur des Bundesstaates Maryland.

## Frühe Jahre und politischer Aufstieg
Samuel Stevens absolvierte die Reverend John Bowie’s School. Während des Krieges von 1812 war er Hauptmann in der Miliz von Maryland. Zwischen 1807 und 1820 war er mehrfach Abgeordneter im Repräsentantenhaus von Maryland. Samuel Stevens war Mitglied der Demokratisch-Republikanischen Partei und wurde als deren Kandidat im Jahr 1822 von der Legislative seines Staates zum neuen Gouverneur gewählt.

## Gouverneur von Maryland und weiterer Lebenslauf
Stevens trat sein neues Amt am 16. Dezember 1822 an. Nachdem er in den Jahren 1823 und 1824 jeweils in seinem Amt bestätigt wurde, konnte er bis zum 2. Januar 1826 im Amt bleiben. Während seiner Regierungszeit erhielten die Juden in Maryland das Wahlrecht. Damals wurde die Chesapeake and Ohio Canal Company gegründet und die erste Staatsstraße fertiggestellt. Nach Ablauf seiner Amtszeit war Stevens Präsident einer Landwirtschaftlichen Vereinigung (Agricultural Society for the Eastern Shore). Er starb im Februar 1860 im Alter von 81 Jahren. Mit seiner Frau Eliza May hatte er neun Kinder.